# Desmond FitzGerald

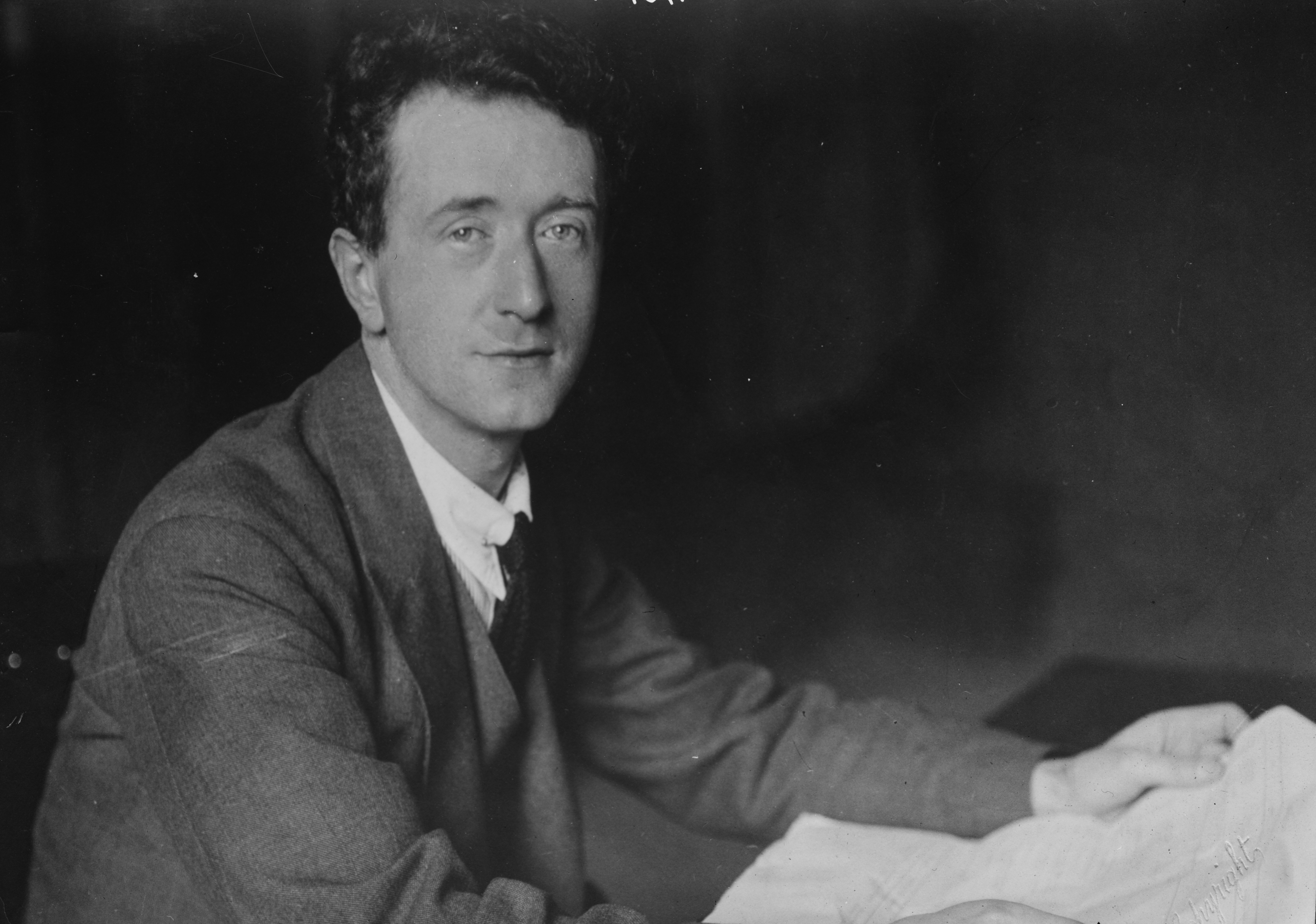
Desmond FitzGerald

Desmond FitzGerald (irisch Deasún Mac Gearailt, * 13. Februar 1888; † 9. April 1947) war ein irischer Politiker und langjähriger Minister.

## Biografie
FitzGerald, der ein Studium der Philosophie abschloss, begann seine politische Laufbahn 1919 mit der Wahl zum Abgeordneten des First Dáil. Dort vertrat er zunächst die Interessen der Sinn Féin im Wahlkreis Dublin (Pembroke) und dann von 1922 bis 1932 der Cumann na nGaedheal im Wahlkreis Dublin County sowie von 1932 bis 1937 im Wahlkreis Carlow-Kilkenny. Nachdem die Cumann na nGaedheal 1933 in der Fine Gael aufging, saß er für diese Partei im Parlament.
Nach der Verhaftung von Laurence Ginnell wurde er am 17. Juni 1919 dessen Nachfolger als Stellvertretender Direktor für Propaganda des First Dáil und behielt dieses Amt bis zum 11. Februar 1921. Von August 1921 bis September 1922 war er mit Ausnahme einer zweitägigen Unterbrechung Propagandaminister in den Dáil-Regierungen von Éamon de Valera, Arthur Griffith sowie William Thomas Cosgrave.
Cosgrave berief ihn am 9. September 1922 zum Außenminister in dessen provisorischer Regierung und er übernahm dieses Amt darauf auch in dem von Cosgrave geführten Exekutivrat von September 1923 bis Juni 1927. Im Rahmen einer Regierungsumbildung wurde er dann im Juni 1927 als Nachfolger von Peter Hughes Verteidigungsminister im Exekutivrat und behielt dieses Amt bis zum Amtsantritt von de Valera am 9. März 1932.
Bei den Wahlen zum Dáil Éireann 1937 verlor er zwar sein Unterhausmandat, wurde jedoch bereits im folgenden Jahr zum Mitglied des Senats (Seanad Éireann) gewählt, in dem er bis 1943 die Gruppe für die Verwaltung vertrat. 1943 verzichtete er auf eine erneute Kandidatur für den Senat.
Desmond FitzGerald ist Vater des zweimaligen Premierministers (Taoiseach) Garret FitzGerald.